# 飛騨東照宮
飛騨東照宮（ひだとうしょうぐう）は、岐阜県高山市にある神社（東照宮）である。

## 社名
正式な社号は「東照宮」であるが、地名を冠して称され、明治以前には「松泰寺」とも呼ばれていたため、「松泰寺」や「旧松泰寺」と呼ぶこともある。

## 祭神
- 徳川家康公

## 沿革
元和5年（1619年）、飛騨高山藩の藩主である金森重頼が、高山城の城内に祀ってあった徳川家康公を現在地に遷座したのが創建である。
神仏習合の影響により、東照宮には薬師如来が祀られるようになり、松泰寺とも呼ばれるようになる。
文化15年（1818年）、境内に金龍神社（祭神：金森長近）が造られる。
明治初期の神仏分離により東照宮に改称し、大正12年（1923年）郷社に列した。

## 例祭
- 毎年4月15日の例祭では、おかめ獅子舞（岐阜県指定無形民俗文化財）が奉納される。
- 例祭では四神旗を立て、神事芸能として神楽囃子、神楽獅子、おかめ舞が奉納される。前奏の神降しの舞は、狂言の「膏薬売り」が行われ、神楽獅子では「剣の舞」、「まっきり」、「鈴の舞」などが行われる。おかめ舞は、おかめとひょっとこの舞である。

## 文化財
- 本殿 附 唐門・透塀（岐阜県指定重要文化財 建造物）[1]
- おかめ獅子舞 附 おかめ面とひょっとこ面（岐阜県指定無形民俗文化財）[2]
- 旧東照宮本地堂 附 棟札（高山市指定文化財 建造物）[3]
- 東照宮四神旗（高山市指定有形民俗文化財）[4]

## 交通機関
- 濃飛バス市内循環線四季の丘コース（さるぼぼバス）「国民宿舎下」バス停下車、徒歩3分
- 高山本線高山駅より徒歩15分。